# Beat Goes On (chanson de Madonna)
Pistes de Hard Candy
Incredible
(7) Dance 2Night
(9)
Beat Goes On est une chanson du 11e album studio de Madonna, Hard Candy, dont elle est la huitième piste.
La chanson met en vedette le rappeur américain Kanye West et les chœurs de Pharrell Williams. 
Il a été co-écrit par West en collaboration avec ses producteurs, Madonna et The Neptunes. La chanson a été divulguée en août 2007, ne contenant que Williams et des paroles différentes de la version de l’album, qui a été publiée un an plus tard, avec des voix supplémentaires de West.
« Beat Goes On » est une chanson disco avec des influences hip-hop, avec une instrumentation de cloches, de claquements de mains et de sifflets.
Sur le plan lyrique, « Beat Goes On » encourage les gens à dire ce qu’ils veulent et à faire ce qu’ils ressentent. La chanson a reçu des critiques généralement favorables de la part des critiques musicaux, qui ont fait l’éloge de l’environnement disco, tout en louant la production de Williams. Cependant, certains ont estimé que la version divulguée était meilleure que la version finale mettant en vedette West.
« Beat Goes On » a été certifié platine au Brésil pour avoir vendu plus de 60 000 téléchargements numériques. Il s’est également classé parmi les vingt premiers en Finlande et dans le palmarès canadien Hot 100. La chanson a été interprétée en direct pendant le Sticky & Sweet Tour, mettant en vedette Madonna et ses danseurs sur un Auburn Speedster de 1935, tandis que Williams et West sont apparus dans la vidéo affichée sur des décors.

## Contexte et composition
Au début de 2007, il a été rapporté que Madonna enregistrait des chansons avec l’auteur-compositeur-interprète américain Justin Timberlake pour son prochain album. Plus  tard, il a également été annoncé que les producteurs de disques Timbaland et Pharrell Williams travaillaient avec elle sur l’album, et Timbaland a confirmé qu’une chanson intitulée « Candy Shop » était produite par Williams. Un mois plus tard, une chanson intitulée « The Beat Goes On », mettant en vedette la voix de Madonna et la production de Williams, a fuité en ligne,,,. La chanson a commencé avec Madonna disant: « Faisons quelque chose de différent, changeons les choses », suivie de claquements de mains et de cloches de vache DFA, de falsettos ressemblant à des Bee Gees sur le refrain et « des interjections de fond Williams saupoudrées tout au long de la piste », comme l’a noté Maura Johnson d’Idolator. Pendant le pré-refrain, Madonna chante la phrase « Always a bridesmaid, never the bride », suivie de « I’ll throw you some rope, if it’t tell hope ».
En décembre 2007, il a été annoncé qu’une nouvelle version de la chanson était en cours de développement avec le rappeur américain Kanye West en tant qu’invité vedette.
« Beat Goes On » a été réenregistré en octobre 2007 par Spike Spent, Andrew Coleman et Alex Dromgoole aux Sarm Studios, Londres, et aux Record Plant Studios, Californie. Spent et Coleman ont également mixé la piste au Record Plant. L’équipe de production de Williams, The Neptunes, a produit le morceau, avec Madonna.
La chanson a été écrite par Madonna et Williams, avec des voix rap de West, et le titre est une référence à la piste disco de The Whispers "And the Beat Goes On" (sorti en 1979). « Beat Goes On » est une chanson disco,, avec des influences funk et hip-hop, un battement de tambour et des carillons de cloche, ainsi  que la production chatoyante et tonitruante de Williams, qui, selon Bradley Stern d’Idolator, « offre à Madonna le groove parfait pour cirer grandiloquent sur les plaisirs cathartiques de la danse ». Lyriquement, « Beat Goes On » est une chanson sur la liberté de danser,  où les gens sont invités à dire ce qu’ils veulent et à faire ce qu’ils ressentent.

## Réception

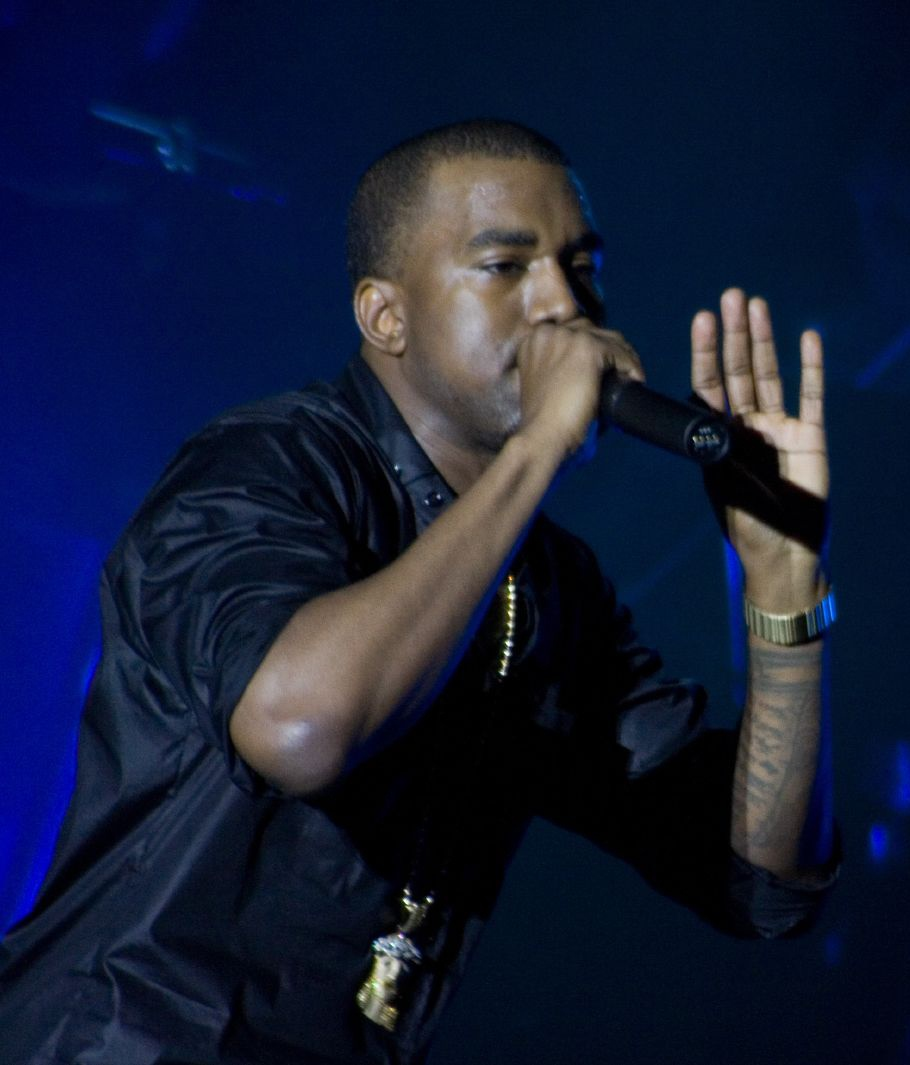
L’apparition de Kanye West sur le morceau a été critiquée.

« Beat Goes On » a reçu des critiques généralement mitigées à positives de la part des critiques musicaux.
- Caryn Ganz de Rolling Stone a estimé que l’utilisation de cloches et de sifflets comme instrumentation, ainsi que les sons disco, faisaient que la piste se connectait à deux des inspirations de Madonna, celle de Chic et Donna Summer. Ganz a ensuite critiqué l’apparence de West, la qualifiant de « peu inspirée »[13].
- Dans une critique similaire, Thomas Hauner de PopMatters a écrit que la chanson « continue la touche Donna Summer, cette fois en optant pour des voix 'bip bip' sur une piste étonnamment douce »[14].
- Sal Cinquemani de Slant Magazine a fait l’éloge du « lifting sonore flatteur » de la chanson, estimant qu’elle « transporte [la piste] de 2001 à 1979 »[11].
- Talia Soghomolian de MusicOMH a fait l’éloge des « variations de son tempo », ce qui en fait « l’air parfait de la piste de danse, fusionnant l’ancienne école et les versions modernes de l’urbanité »[15].
- Stern a écrit une critique positive pour Idolator que « au moment où West se présente de manière inattendue pour son rap à la fin, vous n’avez pas d’autre choix que de tenir compte de son appel à descendre, à biper et à vous lever hors de votre siège »[7].
- Miles Marshall Lewis de The Village Voice n’était pas favorable aux vers de West, les qualifiant de « lignes tièdes et ludiques »[16], tandis qu’un critique de  Blender critiquait ses contributions[17].
- Jaime Gill de Yahoo! Music a fait écho à la même pensée, qualifiant le rap de West d'« horrible » et son ajout à la piste de redondant.
- Joan  Anderman du Boston Globe a été mitigée dans sa critique de la chanson, louant les efforts de Madonna dans « Beat Goes On » tout en remettant en question l’apparence de West[17].
- Inversement, Tony Robert Whyte de Drowned in Sound l’a qualifié d'« invité décent »[18].
- Allan Raible d’ABC News a résumé le morceau comme un « numéro disco standard ». Il a complimenté la voix de Madonna mais a ajouté que la chanson se sentait rajeunie avec l’ajout de la voix de West.

« Beat Goes On » a été certifié platine par l’Associação Brasileira dos Produtores de Discos, pour plus de 60 000 téléchargements numériques. 
En Finlande, la chanson a fait ses débuts et a culminé à la 15e place en août 2009. Au Canada, la chanson a également fait ses débuts, culminant à la 82e place du palmarès canadien Hot 100. Aux États-Unis, la chanson a fait une entrée dans le classement Billboard Pop 100 (maintenant abandonné) pendant une semaine, à la 97e place.

## Performance en direct

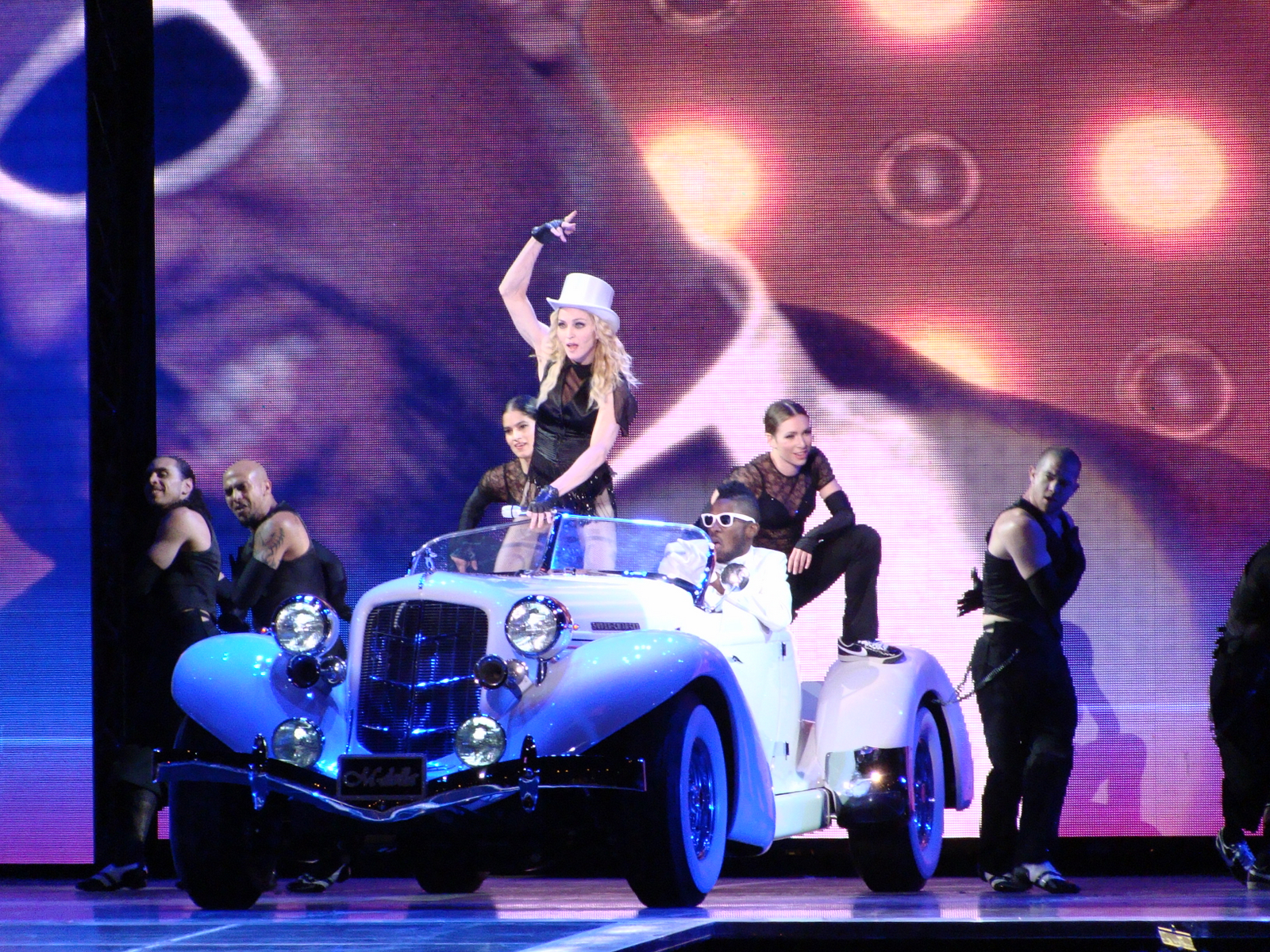
Madonna sur un Speedster, lors de la performance de « Beat Goes On » sur le Sticky & Sweet Tour.

« Beat Goes On » a été interprété pendant le Sticky & Sweet Tour (2008-09) en tant que deuxième chanson du segment d’ouverture, « Pimp ».
Après être descendus sur le trône pendant la première chanson, « Candy Shop », Madonna et ses danseurs sont présentés sur un Auburn Speedster de 1935 à l’exécution de la chanson.
Williams et West sont apparus dans les vidéos affichées sur les arrière-plans.
Sarah Liss de CBC News a qualifié la performance de « palpitante », notant que « ses collaborateurs de studio – Pharrell Williams et Kanye West – sont présents dans l’esprit et le visage (leurs ressemblances virtuelles grimaçantes de ces écrans massifs) sinon dans le corps ».
Michael Roffman de Consequence of Sound a fait l’éloge de la performance, écrivant que « d’ici la deuxième chanson, 'Beat Goes On', il était clair que ce serait un sacré spectacle innovant ». Roffman a également souligné « qu'un Kanye West numérique a rejoint Madonna sur scène, rappant pendant que le chanteur se retournait et rebondissait sur le sol ».
Lors d’un concert à Chicago, Paul Schrodt de Slant Magazine a écrit qu'« une chanson sur la liberté de danser (« Beat Goes On ») devient un hymne à la frustration politique, et c’est le seul moment qui a généré une véritable controverse, mais elle ne dit rien sur le candidat républicain ou démocrate qu’elle n’a jamais dit auparavant. Le pouvoir de toute grande chanson de Madonna est implicite : « Dis ce que tu aimes /Fais ce que tu ressens/Tu sais exactement qui tu es ».
La performance live de la chanson au River Plate Stadium de Buenos Aires, en Argentine, a été enregistrée et publiée sur l’album live CD-DVD, Sticky & Sweet Tour (sorti en 2010).

## Personnel
- Madonna – auteur-compositeur, chant, producteur
- Pharrell Williams – auteur-compositeur, chœurs, producteur
- Kanye West – auteur-compositeur, chant
- Chad Hugo – producteur
- Spike Spent – mixage, enregistrement
- Andrew Coleman – mixage, enregistrement
- Alex Dromgoole – enregistrement

Crédits et personnel adaptés des notes de pochette de l’album Hard Candy.